# Толеду (микрорегион)

Толеду на карте.

Толеду (порт. Microrregião de Toledo) — микрорегион в Бразилии, входит в штат Парана. Составная часть мезорегиона Запад штата Парана. Население составляет 	377 780	 человек (на 2010 год). Площадь — 	8754,967	 км². Плотность населения — 	43,15	 чел./км².

## Демография
Согласно сведениям, собранным в ходе переписи 2010 г. Национальным институтом географии и статистики (IBGE), население микрорегиона составляет:						
| Полное население                             | Полное население                             | Полное население                             | Полное население                             | 377 780 |
| -------------------------------------------- | -------------------------------------------- | -------------------------------------------- | -------------------------------------------- | ------- |
| в том числе:                                 | Городское население                          | 306 140                                      | Процент городского населения, %              | 81,04   |
|                                              | Сельское население                           | 71 640                                       | Процент сельского населения, %               | 18,96   |
|                                              | Мужское население                            | 185 689                                      | Процент мужского населения, %                | 49,15   |
|                                              | Женское население                            | 192 091                                      | Процент женского населения, %                | 50,85   |
| Плотность населения, чел/км²                 | Плотность населения, чел/км²                 | Плотность населения, чел/км²                 | Плотность населения, чел/км²                 | 43,15   |
| Население микрорегиона в % к населению штата | Население микрорегиона в % к населению штата | Население микрорегиона в % к населению штата | Население микрорегиона в % к населению штата | 3,62    |

## Статистика
- Валовой внутренний продукт на 2003 год составляет 4 784 539 152,00 реалов (данные: Бразильский институт географии и статистики).
- Валовой внутренний продукт на душу населения на 2003 год составляет 14 084,99 реалов (данные: Бразильский институт географии и статистики).
- Индекс развития человеческого потенциала на 2000 год составляет 0,808 (данные: Программа развития ООН).

## Состав микрорегиона
В составе микрорегиона включены следующие муниципалитеты:
1. Асис-Шатобриан
2. Диаманти-д’Уэсти
3. Энтри-Риус-ду-Уэсти
4. Формоза-ду-Уэсти
5. Гуаира
6. Ирасема-ду-Уэсти
7. Жезуитас
8. Марешал-Кандиду-Рондон
9. Марипа
10. Мерседис
11. Нова-Санта-Роза
12. Ору-Верди-ду-Уэсти
13. Палотина
14. Пату-Брагаду
15. Куатру-Понтис
16. Санта-Элена
17. Сан-Жозе-дас-Палмейрас
18. Сан-Педру-ду-Игуасу
19. Терра-Роша
20. Толеду
21. Тупанси